# لزيق
اللزيق أو الشُبَّيْط أو الشقراوية جنس نباتي من الفصيلة النجمية. يضم ما بين ثلاثة وعدة أنواع حسب العلماء المختلفين ، يعد من النباتات السامة .

## الموئل والانتشار
تنتشر أنواعه في آسيا والأمريكتين ومعظم مناطق العالم.

## من أنواعه فيالوطن العربي
- اللزيق السلعي (باللاتينية: Xanthium strumarium) واطن في بلاد الشام ومصر والمغرب العربي ومعظم مناطق أوروبا
- اللزيق الشوكي (باللاتينية: Xanthium spinosum) دخيل في الوطن العربي وأوروبا والقوقاز
- اللزيق المشرقي (باللاتينية: Xanthium orientale) متوطن في الوطن العربي ومعظم مناطق أوروبا والقوقاز

## معرض صور

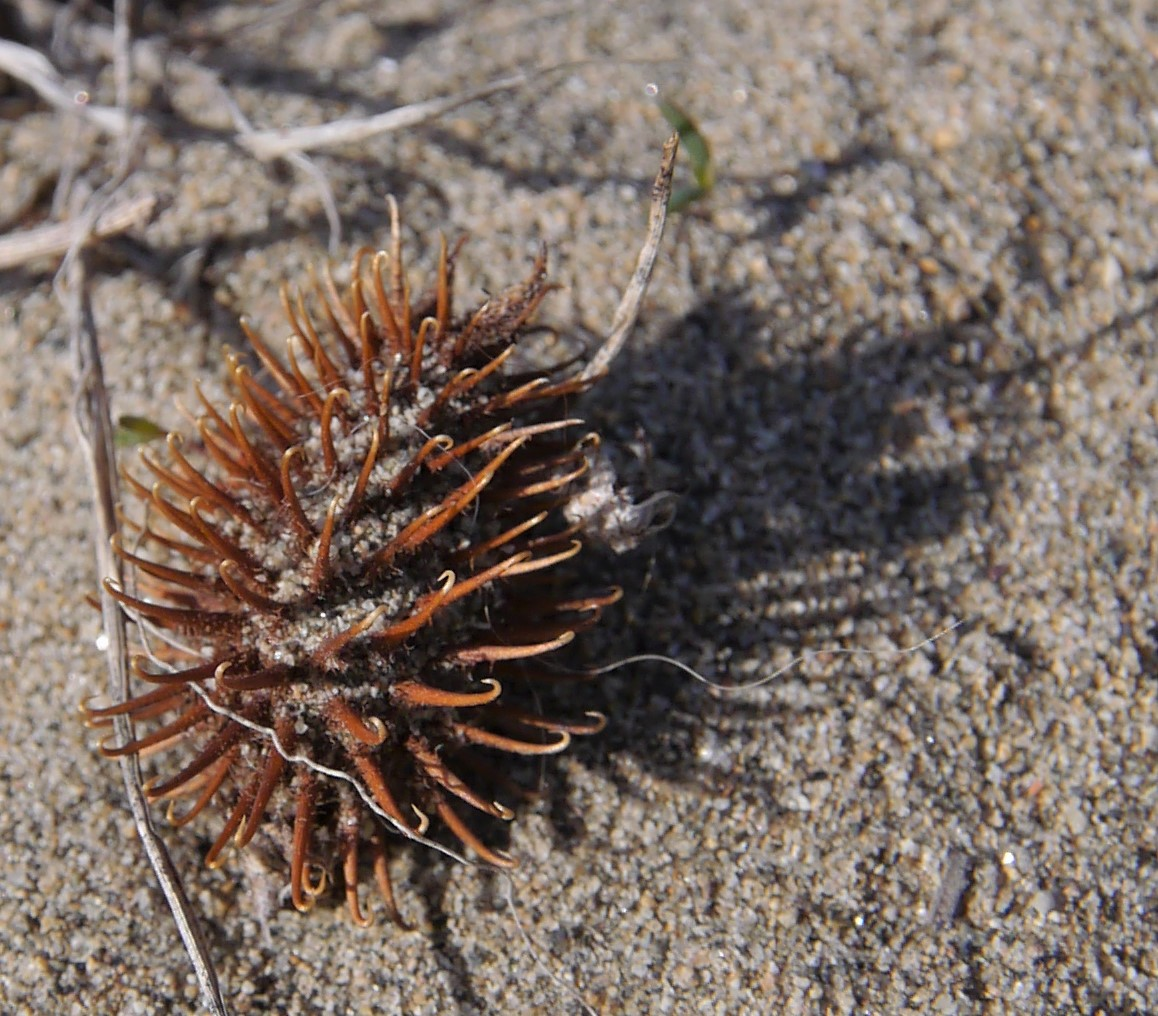
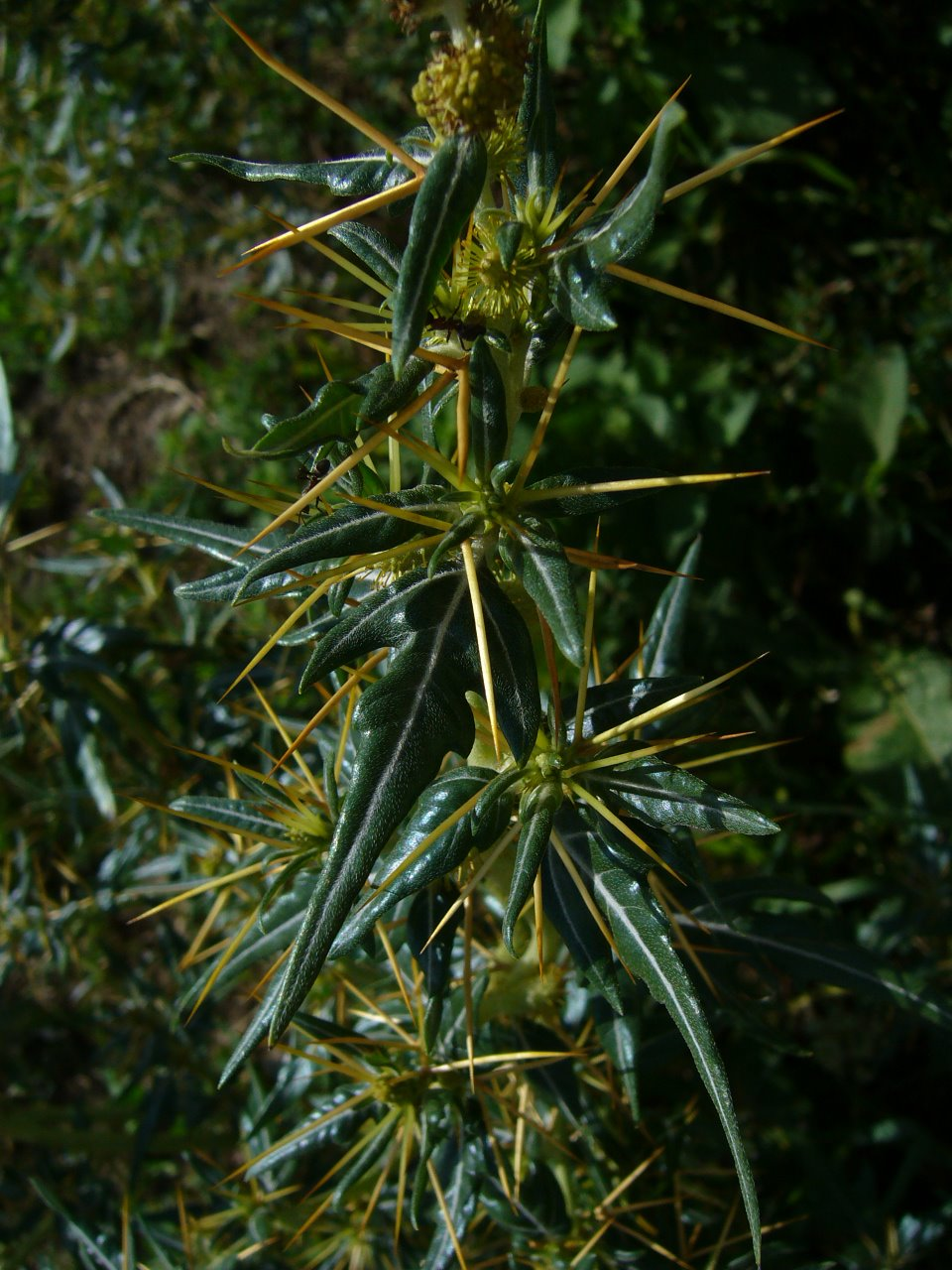
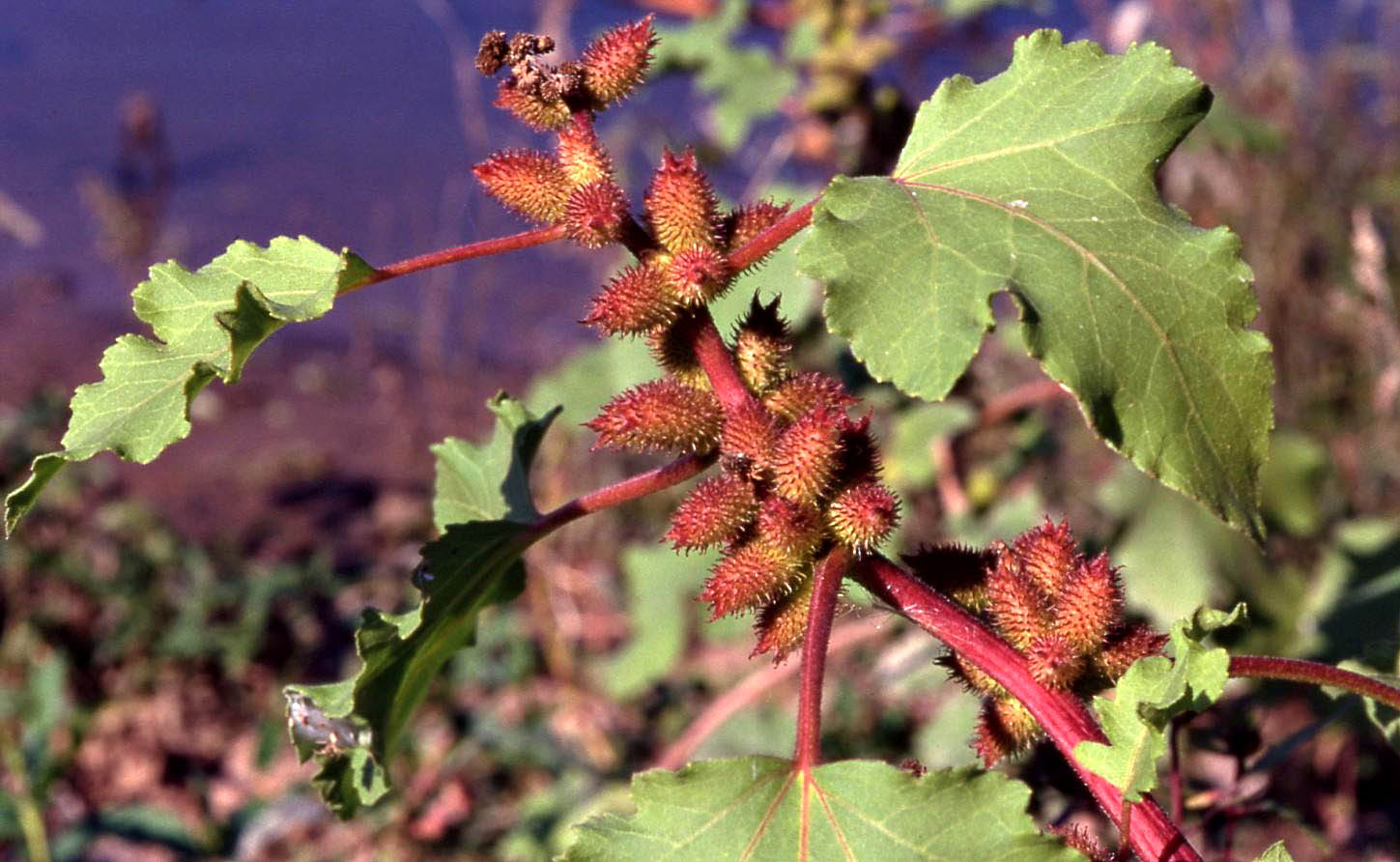
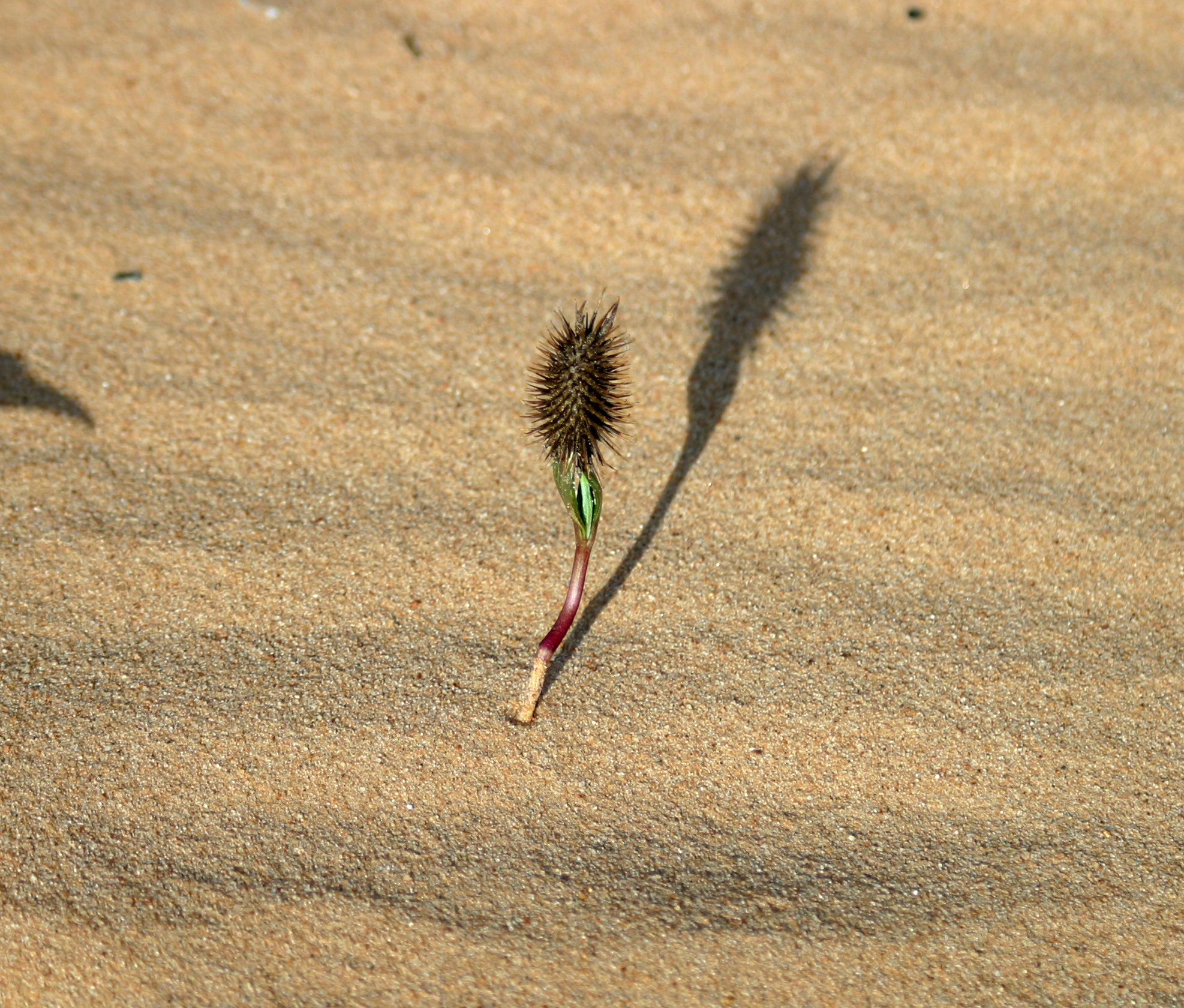
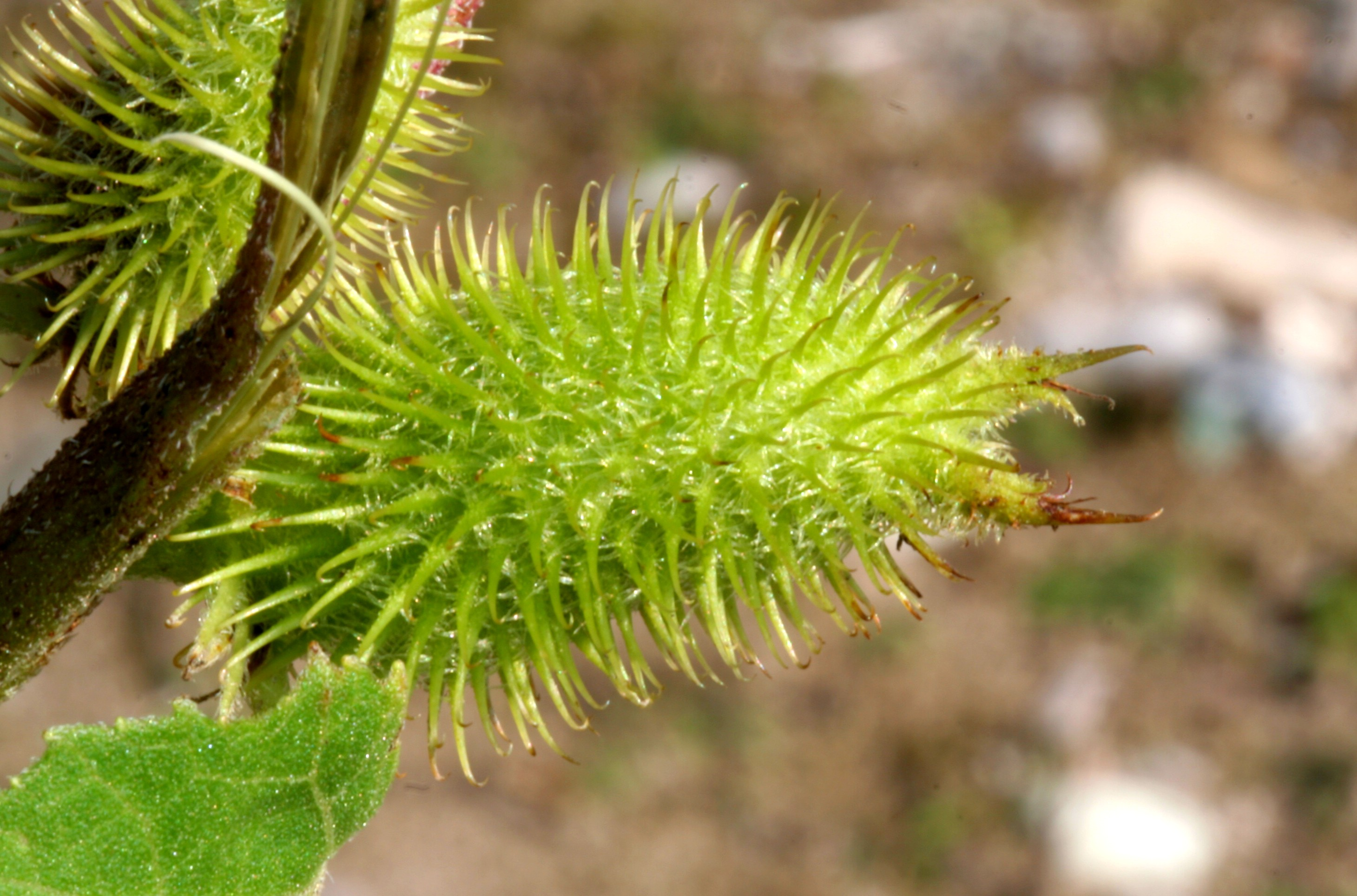

## من أنواعه الأخرى
- اللزيق البرازيلي (باللاتينية: Xanthium brasilicum)
- اللزيق الخلاب (باللاتينية: Xanthium speciosum)
- اللزيق الشائع (باللاتينية: Xanthium commune)
- اللزيق الغربي (باللاتينية: Xanthium occidentale)
- اللزيق القنفذي (باللاتينية: Xanthium echinatum)
- اللزيق المنغولي (باللاتينية: Xanthium mongolicum)